# Robert Parsons
Robert Parsons (1535 circa – gennaio 1571  o 1572) è stato un compositore e cantore inglese.

## Biografia
Anche se si conosce poco sulla vita di Robert Parsons, e probabile che da giovane sia stato un cantore, poiché fino al 1561 fu assistente di Richard Bower, direttore del coro di voci bianche della Cappella reale.
Parsons venne nominato gentleman della cappella reale il 17 ottobre 1563. Le sue opere sono costituite da un gruppo di composizioni vocali di musica sacra e profana, compresa un'Ave Maria, oltre ad alcuni pezzi di musica strumentale. Si crede sia morto nel gennaio del 1571 o del 1572 quando cadde nel fiume Trent in piena ed annegò. Potrebbe essere stato un insegnante, o almeno potrebbe aver avuto una qualche influenza su William Byrd alla cattedrale di Lincoln. Byrd gli successe come Gentleman della Cappella reale.